# Trackball

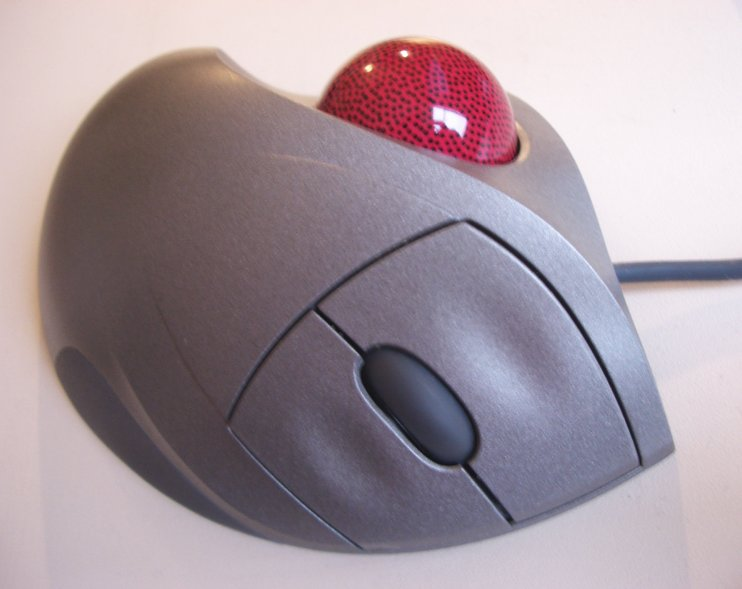
Logitech TrackMan

A trackball, más néven hanyattegér egy számítógépes pozicionáló eszköz. A magyar elnevezés utal az eszköz működési elvére. Elképzelhetjük úgy, mintha az egeret a hátára fordítottuk volna, és nem az eszközt mozgatjuk, hanem a golyót forgatjuk.
A golyó nélküli hanyattegér az érintőpárna.

## Működési elve
Mechanikus kivitelben itt is a fő alkotóelem a golyó, mely a mechanikai elmozdulást adja át a két görgőnek. Ezek végén tárcsa található, melynek nyílásai egy optikai adó és vevő előtt haladnak el. Ez a kimenetén egy impulzussal jelzi, hogy egy rés haladt el előtte. Ha két-két ilyen kapunk van, akkor segítségükkel meg tudjuk határozni a mozgatás irányát és sebességét.
Optikai kivitelben a golyó felülete felel meg a normál optikai egér által nézett alátétnek. A mellékelt képre kattintva már jól látható, hogy a golyón olyan minta van, amely segíti az elfordulás jobb leolvasását.

## Előnyök és hátrányok
Előnyök a hagyományos egérhez képest:
- igen pontos pozicionálás
- nagy távolságok gyors befutása, különösen a régi, nagy tehetetlenségű golyókkal és nem a nem túl fürge hüvelykujjra eső régi jobb elrendezésekkel
- lényegesen kisebb helyigény az asztalon
- a vezeték nem mozog, így a billentyűzet környéki dolgainkat nem birizgálja
- de megfordítva is: a billentyűzet környéki dolgaink teszegetése nem viszi odébb a pozicionálást, mert nem fordul el tőle a golyó, azaz ha önfeledten is dolgozunk az asztalunkon, a kurzor biztosan ott van, ahol korábban hagytuk, tehát nem kell keresni

Hátrányok is vannak, de ez főként dizájn és marketing okokra vezethető vissza:
- a képen látható elrendezésben a hüvelykujjal kell pozicionálni, ami sok embernek szokatlan, mert nem intuitív. Jobbak voltak a régebbi különféle elrendezések, amelyeknél intuitívan a mutató vagy annak foglaltsága esetén a középső ujjal pozicionáltunk.
- mechanikus kivitelnél a bőrfüggelékek potyadéka a kemény golyó és az azt érzékelő görgő közé tudott úgy szorulni, hogy attól a görgők akadoztak, és így a pozicionálás is. Az optikai kivitelnél ez nem lép fel
- másodiknak érkezett a piacra, így az egér paradigmája elsőbbséget élvez, viszont sokak ízlése szerint nem jobb annyival a trackball, hogy átszokjanak az újabb paradigmára.[forrás?] Emiatt az ezredforduló utánra szinte kihalt a trackball
- a régi puritán és célszerű trackball elrendezést formatervezők vették kezelésbe, és így már annak sem tetszik a trackball, aki korábban szívesen használta a hagyományos elrendezésűt[forrás?]

Összesítve, a tradicionális elrendezésű trackball optikai kivitelben számtalan embernek irodai, precíziós tervezői és egyéb munkahelyen nagyon jó lenne, csak a dizájn és marketing mondhatni legyilkolta a trackballt. Játékra nem nagyon való, kivéve ha a játék pozicionálási igénye hasonlatos a komolyabb munkákhoz.